# Giovanni I di Slesia
Giovanni I di Slesia o di Żagań (polacco: Jan I żagański) (1385 – 12 aprile 1439) è stato un nobile polacco.
Fu duca di Żagań-Głogów, dal 1397 (fino al 1412 con i suoi fratelli come co-governanti), dal 1403 duca di Żagań, Krosno Odrzańskie e Świebodzin (ancora, fino al 1412 con i suoi fratelli come co-governanti) e dal 1412 unico sovrano di Żagań e Przewóz.

## Biografia
Al momento della morte di Enrico VIII (14 marzo 1397) i suoi figli erano minorenni. Il duca Rupert I di Legnica prese la reggenza di Głogów fino al 1401, quando Jan I formalmente assunse la tutela dei suoi fratelli minori Enrico IX il Vecchio, Enrico X Rumpold e Venceslao e iniziò il suo dominio personale a Szprotawa, Przemków, Sulechów, metà di Głogów, e Bytom Odrzański.
Nel 1403 la zia Edvige di Legnica (la vedova di Enrico VI il Vecchio) rinunciò alla sua Oprawa wdowia (Żagań, Krosno Odrzańskie e Świebodzin) a Jan I e ai suoi fratelli, che governarono congiuntamente tutte le terre. Grazie al privilegio del principe elettore Rodolfo III di Sassonia nel 1408, riuscì a mantenere l'unità del suo ducato, nonostante la protesta dei suoi fratelli, che reclamavano i propri feudi. Alla fine, la divisione fu fatta nel 1412: Jan I mantenne Żagań, e un anno dopo (nel 1413) prese possesso del ducato di Przewóz, nella zona di confine tra Polonia e Germania (ottenuto in seguito al suo matrimonio con Scholastika, una figlia dell'elettore Rodolfo III).
Dopo l'estinzione del ramo principale dei Duchi di Legnica nel 1419, Jan I giocò un ruolo importante su richiesta di molte delle città della Bassa Slesia: presiedette l'iniziativa di creare un'organizzazione per combattere contro le bande di ladri il cui regolare attacco nelle strade, nelle città e nei monasteri.
Jan I eseguì fedelmente i suoi doveri di vassallo di Boemia, e quindi nel 1420 prese parte alla spedizione dell'imperatore Sigismondo contro gli Ussiti, e il 28 luglio di quell'anno assistette alla sua incoronazione come Re di Boemia a Praga.
Tre anni dopo, John partecipò insieme ai suoi fratelli nelle trattative tra l'Imperatore e i Cavalieri Teutonici a Presburgo (ora Bratislava), dove fu decisa un'eventuale guerra contro la Polonia. Tuttavia, date le crescenti difficoltà dell'imperatore con gli Ussiti e le richieste dei Cavalieri Teutonici per la città di Kežmarok in cambio del suo aiuto, questo incontro non ebbe successo.
Continuò dalla lotta di husytami avvenuta negli anni 1427-1428, quando insieme al fratello Enrico IX sostenne militarmente la città di Łużyckie. Il 1 ° novembre 1428 i fratelli sconfissero le truppe hussite nella battaglia di Kratzau.
Nel 1429 Jan I andò con l'imperatore a Łuck, in Lituania, dove prese parte al congresso e fu decisa l'incoronazione di Vytautas il Grande come re. Allo stesso tempo, in connessione con il crescente potere degli Ussiti, il Duca di Żagań decise di pagare loro contributi elevati, che garantivano la sicurezza delle sue terre.
Tuttavia, da qualche tempo, Jan I aveva iniziato a promuovere segretamente il movimento ussita e i suoi ideali rivoluzionari. Il 19 aprile 1433, insieme a suo fratello Enrico IX il Vecchio e i duchi di Oleśnica, andò in tournée a Kalisz, dove promise al re polacco Ladislao II Jogaila la sua partecipazione alla spedizione proposta contro gli ussiti di Krzyżakom (queste azioni possono essere, tuttavia, un semplice desiderio di salvaguardare il suo ducato contro gli hussiti in caso di guerra).
Dopo la morte dell'imperatore Sigismondo, Jan I si schierò dalla parte del genero Alberto II d'Asburgo e il 3 dicembre 1438 gli rese omaggio a Wroclaw. Come ricompensa della sua lealtà, il nuovo Re diede a Jan I molti benefici, incluso il diritto di coniare monete nelle città di Szprotawa e Żagań.
Jan I aveva una regola radicale e oppressiva contro i suoi sudditi, che portò a un conflitto con l'Ordine agostiniano a Żagań. Ad un certo punto, decise anche di catturare e imprigionato l'abate del monastero, per il quale fu scomunicato. A causa di questi eventi, nelle fonti contemporanee era considerato un uomo crudele e persino un sadico, come è stato ulteriormente descritto nel "Roczniku Głogowskim": quando aveva rapporti sessuali con la moglie, tendeva ad affinare i suoi speroni. Alla fine, incapace di resistere al brutale trattamento di suo marito, Scholastika tentò di fuggire da Żagań. Tuttavia, fu catturata e confinata per ordine di suo marito a Nowogród Bobrzański senza il diritto di tornare al castello o alla capitale del ducato.
Jan I morì il 12 aprile 1439, fu sepolto nel mausoleo Ducale della chiesa agostiniana di Żagań.

## Famiglia
Nel 1405, Jan I si sposò con Scholastika (nata nel 1393 circa - 12 maggio 1461), figlia di Rodolfo III, duca di Sassonia-Wittenberg ed elettore di Sassonia. Hanno avuto dieci figli:
- Anna (nata nel 1408 circa il 4 novembre 1437), sposata dal 1424 al conte Alberto VIII di Lindow-Ruppin.
- Hedwig (1410 circa - D. Bernburg, 14 maggio 1497), sposata l'11 marzo 1434 al principe Bernardo VI di Anhalt-Bernburg.
- Baldassarre (nato intorno al 1415 - m. Przewóz, 15 luglio 1472).
- Rodolfo (1418 circa - ucciso in battaglia, Chojnice, 18 settembre 1454).
- Margareta (1425 circa - Salzderhelden, dopo il 9 maggio 1491), sposata prima nel 1435 al conte Volrad II di Mansfeld, seconda nel 1450 al conte Enrico XI di Honstein-Wittenberg e in terzo luogo. 20 giugno 1457 al duca Enrico III di Brunswick-Grubenhagen.
- Barbara (nato nel 1426 d.C. dal 28 luglio 1476).
- Scholastika (verso il 1428 circa, verso il 1489).
- Agnese (verso il 1430 circa, morto il 6 dicembre 1473).
- Venceslao (1434 circa - 29 aprile 1488).
- Giovanni II il Pazzo (16 aprile 1435 - d. 22 settembre 1504).

Scholastika non lasciò mai Nowogród Bobrzański, perché questo territorio le era stato concesso in veste di moglie come Oprawa wdowia. Vi ha governato fino alla sua morte.